# 页岩

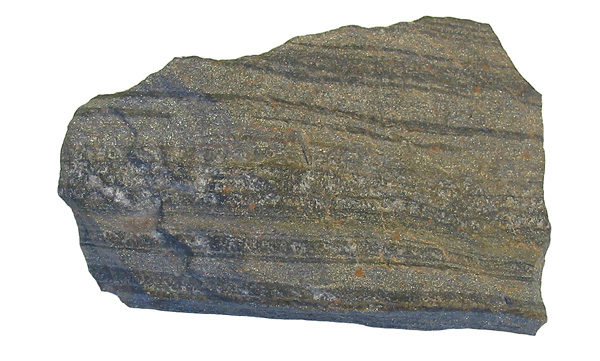
铁质页岩

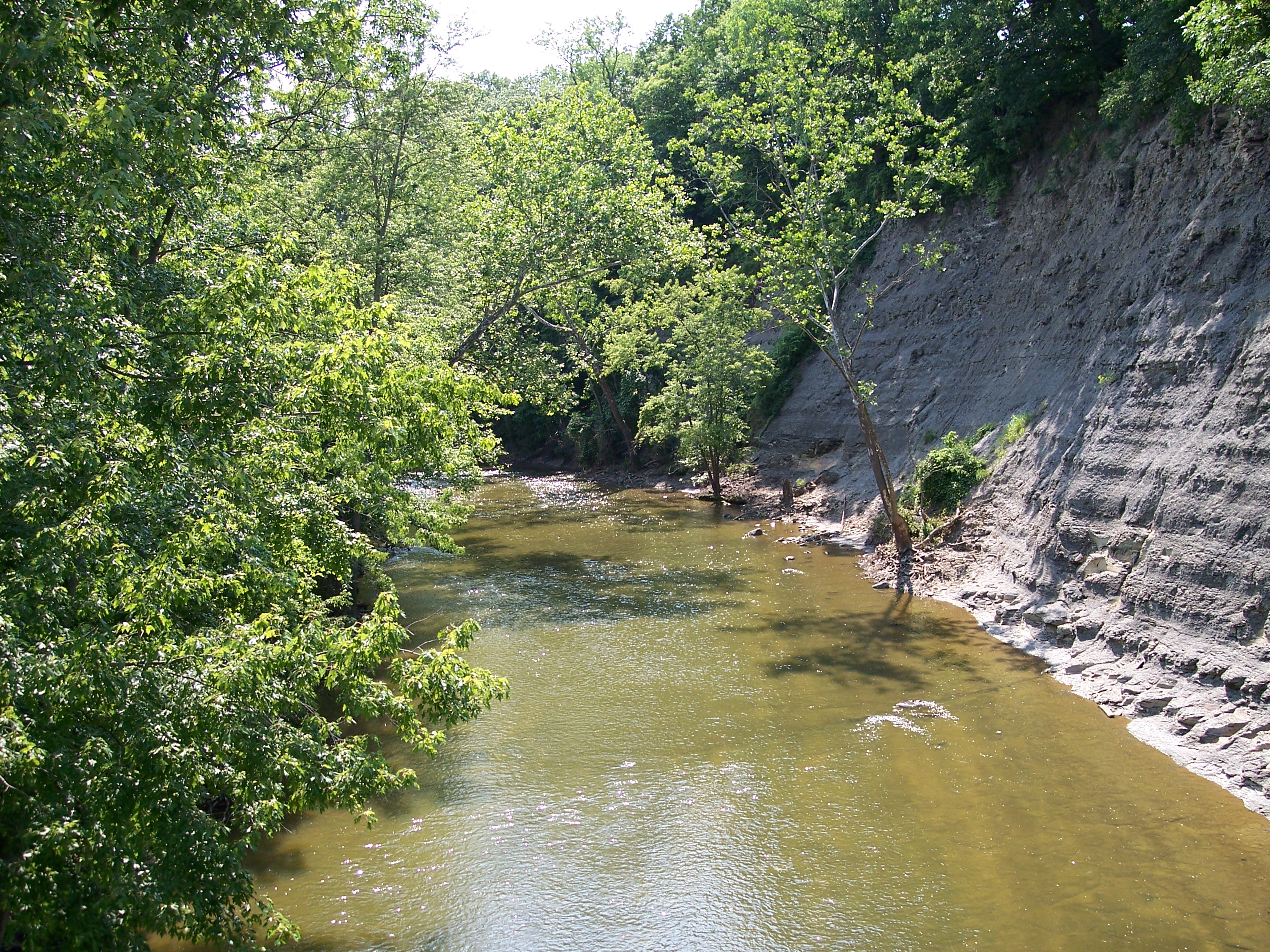
由页岩组成的河岸

页岩是一种沉積岩，成分复杂，但都具有薄页状或薄片层状的層理，主要是由黏土沉积经压力和温度形成的岩石，但其中混杂有石英、雲母、长石的碎屑以及其他化学物质，根据其混入物的成分，可分为：
- 钙质页岩
- 铁质页岩
- 硅质页岩
- 炭质页岩
- 黑色页岩
- 油母页岩

其中铁质页岩可能成为铁矿石，油母页岩可以提炼石油，黑色页岩可以作为石油的指示地层。

## 形成

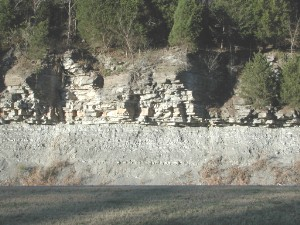
田納西州坎伯蘭高原被石灰岩覆蓋的酸橙頁岩。

岩石圈形成頁岩的過程稱為壓實。而頁岩中較細的顆粒，在較大的砂石沉澱之後，還會保持懸浮在水中很長的時間。通常在緩慢流動的水下會有沉澱的頁岩，因此經常在湖泊和潟湖，河流的氾濫平原和三角洲，和離岸的沙洲發現頁岩。它們還可以沉澱在沉積盆地和相對較深但是水流平靜的大陸架。
由於富含未氧化的碳，頁岩會特別黑。常見的一些古生代和中生代地層，黑頁岩沉澱在缺氧、還原的環境中，例如在停滯的積水列。一些黑頁岩富含像是鉬、鈾、釩、和鋅等重金屬。這些沉澱的濃縮值是爭議的源頭，通常歸咎於外的的因素，在沉澱之際或是之後有熱液流入，或是在漫長的沉積期間在海水中慢慢累積。

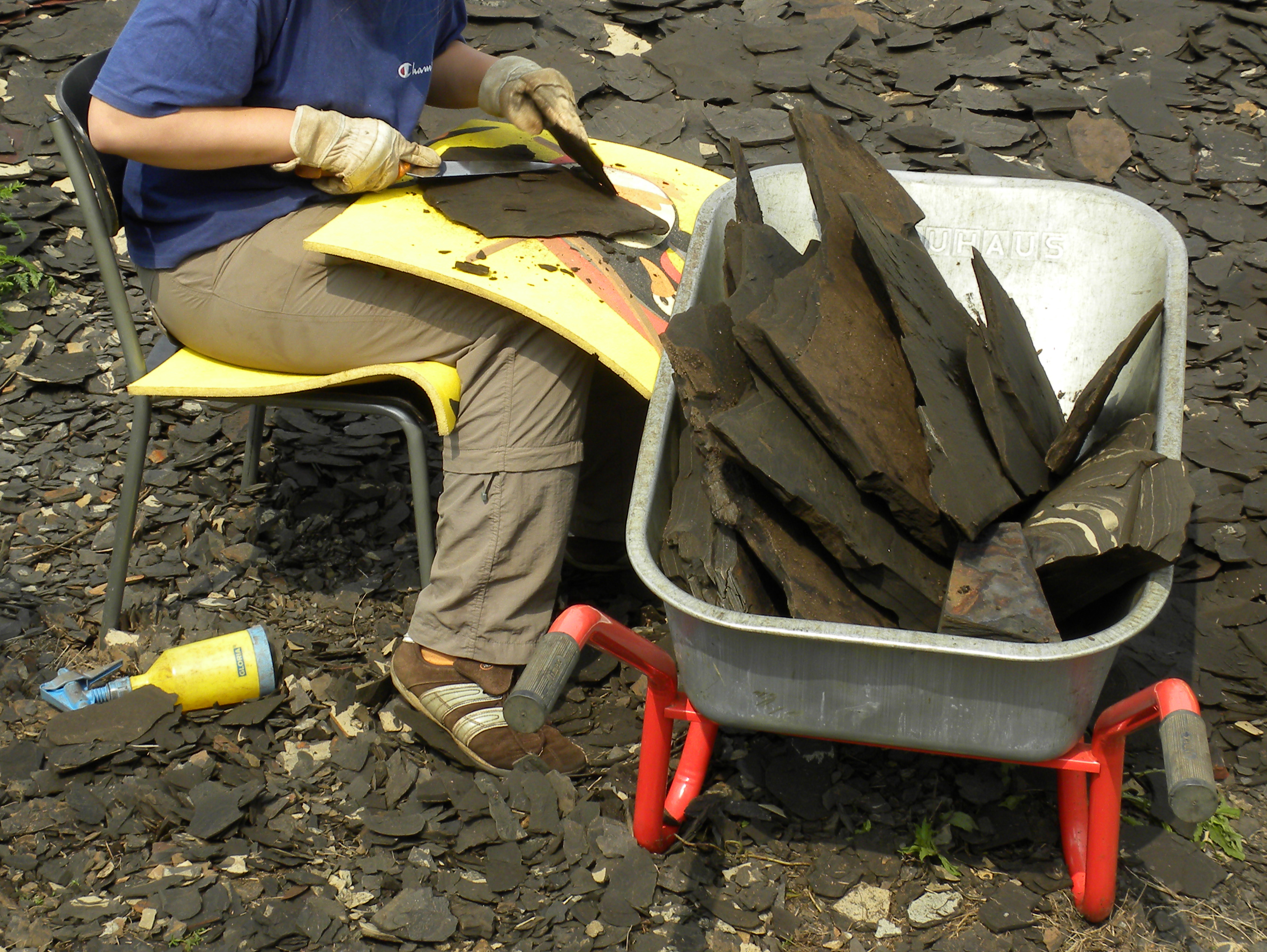
使用大刀劈開頁岩露出的化石。

由於頁岩為沉積岩，因此一般化石，動物痕跡或掘穴、甚至雨滴撞擊在頁岩上的痕跡，都容易在頁岩的表面上留下痕跡，被保存下來。頁岩還有可能包含黃鐵礦、磷灰石或各種碳酸鹽礦物組成的固結物。頁岩在高溫和高壓下會變質成硬、裂變，形成稱為板岩的變質岩。變質程度持續增加的變質梯度順序是千枚岩，然後是片岩，最後是片麻岩。

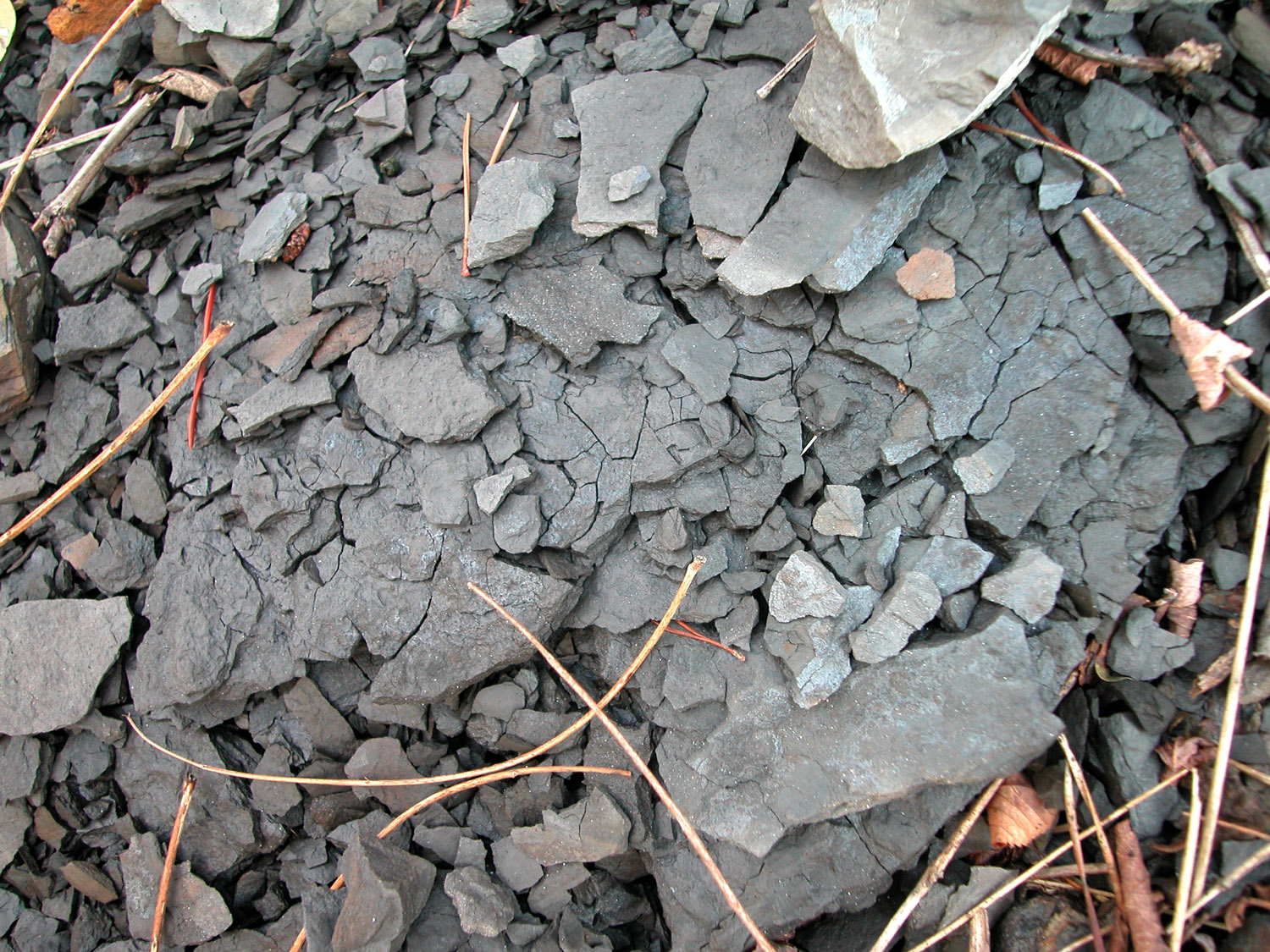
在肯塔基州東南的道路上，被切開的風化頁岩。

## 文內注釋
1. ↑  . nrch.culture.tw.   [2016-05-29]. （原始内容存档于2021-02-28）.
2. ↑  R. Zangerl and E. S. Richardson (1963) The paleoecologic history of two Pennsylvanian shales, Fieldiana Memoirs v. 4, Field Museum of Natural History, Chicago
3. 1 2  J.D. Vine and E.B. Tourtelot. . Economic Geology. 1970, 65 (3): 253–273. doi:10.2113/gsecongeo.65.3.253.
4. ↑  R.M. Coveney. . Economic Geology. 1979, 74: 131–140. doi:10.2113/gsecongeo.74.1.131.
5. ↑  R.M. Coveney (2003) "Metalliferous Paleozoic black shales and associated strata" in D.R. Lenz (ed.) Geochemistry of Sediments and Sedimentary Rocks, Geotext 4, Geological Association of Canada pp. 135–144
6. ↑  H.D. Holland. . Economic Geology. 1979, 70 (7): 1676–1680. doi:10.2113/gsecongeo.74.7.1676.